# 安盛

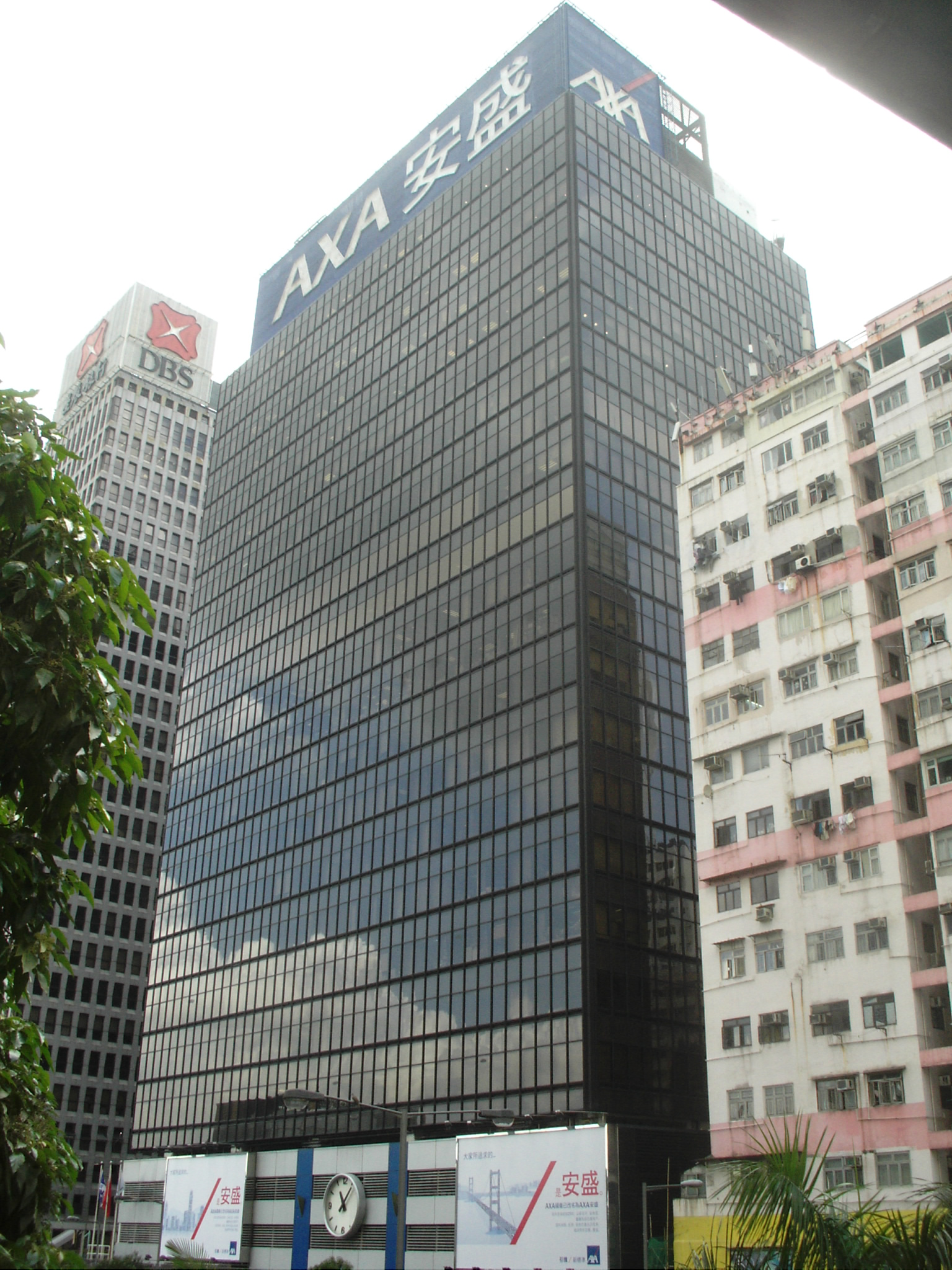
安盛位於香港灣仔的資本中心

安盛（AXA、AXA集團，：、OTCBB：AXAHY
），是一家總部位於法國巴黎的跨國保險集團，創始於1816年，是全球最大的保險集團之一，亦是全球第三大國際資產管理集團，於2010年、2011年、2014年財富500強企業中排名分列第9位、第14位、第16位。
AXA集團截至2011年12月31日，全球擁有1.01億名客戶，旗下員工達16萬3千人。集團收益為8,681億港元，其管理資產為10兆7,375億港元。

## 歷史
1986年，國衞集團（National Mutual）收購先衞保險（Sentry Assurance），成立國衞保險亞洲（National Mutual Asia），開始在香港的業務，並於 1992 年在聯交所上市。
1999年，國衞保險亞洲易名為 AXA 國衞保險（AXA China Region），並在私有化後退出上市。
2006年 AXA亞太控股（AXA Asia Pacific）收購萬誠保險（MLC），並易名為國衞人壽（AXA Life Insurance）。
2007年 AXA亞太控股收購瑞士豐泰（Winterthur Life），並易名為安盛財富管理。 
2010年11月15日安盛集團與澳洲財富管理公司AMP Ltd.收購安盛亞太控股有限公司（AXA Asia Pacific Holdings Ltd.），涉及金額達133億澳元（折合131億美元，即約1,021億港元）。
AMP Ltd首先提出以每股6.43澳元收購安盛亞太本身持有的股份，並以現金及股票的形式進行交易。其後，AMP Ltd再向母公司安盛集團收購其持有的五成四安盛亞太股份，完成對安盛亞太的收購。最後，AMP Ltd.會保留澳洲以及新西蘭業務，由安盛集團以104億澳元（折合106億美元，即約800億港元）回購亞洲地區的業務。安盛亞太負責安盛集團在亞太地區的保險以及財富管理業務。並在香港、中國內地、新加坡、印尼、菲律賓、泰國、印度、馬來西亞、澳洲和新西蘭地區有相關業務。據其網站資料顯示，其在澳洲和新西蘭地區員工超過2300人，亞洲地區員工達1900人。
2011年7月，將 AXA 國衞中文名易為 AXA 安盛，自此原有的一般保險和壽險業務兩個保險品牌名稱正式統一。 
2012年3月7日，安盛以4.94億美元現金收購匯豐控股香港、新加坡和墨西哥的一般保險業務。
2014年11月7日，安盛以26億港元向美國信安金融集團出售在香港的強積金及職業退休計劃業務。
2016年5月27日，安盛以6.32億英鎊（9.2749億美元）出售英國的投資、退休金以及直接保險業務給保險公司Phoenix Group Holdings (PHNX.LN)。
2017年12月22日，安盛以22億港元出售售安盛財富管理（香港）有限公司，即其「瑞士尊貴理財」在香港的經營權給深圳京基旗下Jeneration Holdings Limited
2018年3月5日，安盛以每股作價相當於57.6美元斥資約150億美元（約1,170億港元）收購同業﹙XL Group﹚。

## 中國業務
AXA安盛保險是首家進入中國的歐洲保險人壽企業，總代表處是設在北京，在1997年被中國政府獲准在上海籌建中外合資的保險人壽公司，現在是以旗下子公司豐泰保險上海分公司在中國營業，服務中國大陸的簡體網站的首頁也是寫「安盛集團旗下豐泰保險」。豐泰保險為企業或個人提供各式各樣的人壽保險服務，保險的項目有財產險以及人壽險，例如：財產保險、責任保險、貨運保險、汽車保險、個人居家保險、短期意外保險、健康保險、租賃保險、展覽會責任險、遊艇險、辦公室綜合險。
除了豐泰保險上海分公司，AXA安盛保險也同中國五礦集團公司合作成立了金盛人壽保險有限公司，是第一家中法合資的保險公司，於一九九九年五月在上海成立，以上海、廣州、北京為中心來經營在中國大陸的生意，南方與北方都有省份在其業務範圍之中。金盛保險的服務主要針對四個項目：子女教育、退休規劃、家庭保障、財富管理。
在資產管理與金融服務方面，AXA安盛保險與上海浦東發展銀行合資設立了浦銀安盛基金管理有限公司，成立於2007年八月，AXA安盛保險在浦銀安盛的註冊資本中占有百分之三十九。該公司提供股票型證券投資基金的服務。AXA安盛保險的急難援助單位-安盛援助，在中國1995年起有分公司，服務項目有旅行服務、醫療援助、車輛救援以及其它種類的個人服務。先前AXA安盛保險在許多其它國家拓展業務的時候，常是以併購或是持有股份的方式與當地的原有保險人壽等企業合作，現今在中國也採用一樣的方式。
AXA安盛保險還設立了中國亞洲基金，用來投資中國及亞洲的市場，特別是中國國內的基本消費品、生產與工業。而這些是中國的高增長行業。在中國的活動除了進行保險業務之外，AXA安盛保險還會舉辦與保險人壽同行的交流活動，例如舉行研討會既探討世界各地的保險法規，也交流人壽相關經營的經驗，另外還會讓員工或其他中國國內同行人事舉行保險講座甚至海外培訓，這樣可說是幫助在中國的同業發展保險專業。AXA安盛保險不但舉辦保險同業的交流活動，AXA安盛人壽也撥出很大的一筆錢成立了安盛中國金融教育基金，並且在很多大專院校供獎學金，也成立保險研究中心及培訓中心，或者贊助研討會以及海外考察活動。除了保險相關的一切業務、交流、學術獎助，安盛人壽在中國還有一項活動，就是在廣東設立軟體開發中心，簡稱為廣盛軟件，現在為亞太區各個分公司提供IT服務。
法國安盛集團2013年4月24日宣佈，以4.85億歐元（約49.14億港元）收購天平汽車保險50%的股份并将公司名称更名为安盛天平，之后于2019年收购剩余的50%股份其中2.37億歐元用於收購33%的股份，同時向天平汽車保險增資2.48億歐元以支撐未來發展。
2015年起，安盛香港針對中國大陸富裕階級定向開發一款投連險為變額保險，即投資型保單產品名為「EVOLUTION」，投保人可以自行在多個投資產品中進行選擇。約有200名保戶在購買後，將其中一檔基金「Hong Kong Investment Fund SP」（香港投資基金，簡稱「HKIF」）納入，其主打用於投資香港房地產的租售和二手房屋買賣過程中的增按服務，其收益穩定的宣傳手法導致多人受騙。在此正規平穩的名稱背後，此基金管理公司實質管理混亂，且人員來路不明，導致HKIF在2018年年中爆發嚴重違約，資金瞬間蒸發且去向不明，導致「EVOLUTION」淨值暴跌95%以上成為負值。投保人發現投資近4年的不僅虧光了，還倒欠安盛公司一筆巨額的管理費。後來，有投資損失者組織前往安盛香港的辦公大樓進行示威。安盛在發佈的聲明中認為，清盤基金的責任方在於基金的管理公司，以及宣傳誤導的保險經紀公司，且不排除基金有可能涉及欺詐，後來香港警方介入調查。安盛重申產品說明書中有盈虧自負條款，但未就如何進行審查才會導致「安盛自己也是被騙一方」的結局。
安盛香港區2017全年收入31.7億歐元（約304.26億港元），按年近持平，以可比較基準計則升約2%。香港區全年新業務價值錄2.91億歐元（約27.93億港元），以可比較基準計跌約26%。

## 投資項目
- 中國泰康人壽保險股份有限公司。15.6%
- 安盛亞洲54%
- 工銀安盛人壽27.5%
- 安盛天平保險100%
- 安盛公平控股公司（AXA Equitable Holdings Inc.）
- 聯博資產管理（AllianceBernstein）63％股權
- 安盛投資管理公司（AXA Investment Managers）

## 相關
- 安盛金融

## 外部連結
- 安盛集團 （页面存档备份，存于）
- 安盛香港 （页面存档备份，存于）
- 安盛中國

## 資料來源
1. 1 2 3 4 5 6  . AXA.   [17 April 2011]. （原始内容存档于2015-11-20）.
2. ↑  .   [2012-06-29]. （原始内容存档于2012-06-28）.?
3. ↑  AXA安盛人壽 併滙豐港星墨產險 的存檔，存档日期2012-03-18.
4. ↑  積金商罕現併購 信安買安盛 積金局：助創造減價空間 （页面存档备份，存于） 明報，2014年11月7日
5. ↑  .   [2019-06-18]. （原始内容存档于2021-02-02）.
6. ↑  .   [2019-06-18]. （原始内容存档于2021-02-02）.
7. ↑  .   [2019-06-18]. （原始内容存档于2019-06-18）.
8. ↑  .   [2019-06-18]. （原始内容存档于2021-02-02）.
9. ↑  .   [2019-06-18]. （原始内容存档于2019-11-29）.
10. ↑  .   [2019-06-18]. （原始内容存档于2019-06-18）.
11. ↑  .   [2019-06-18]. （原始内容存档于2021-02-02）.
12. ↑  .   [2019-06-18]. （原始内容存档于2020-05-15）.
13. ↑  .   [2019-06-18]. （原始内容存档于2020-10-16）.
14. ↑  香港保险神话被打破？数百名投保人数亿投资一夜归零 （页面存档备份，存于），2019-06-17，钱诚研究院-搜狐號
15. ↑  .   [2019-06-18]. （原始内容存档于2021-02-02）.